# Pterogramma brevivenosum
Pterogramma brevivenosum är en tvåvingeart som först beskrevs av Joaquin A. Tenorio 1967.  Pterogramma brevivenosum ingår i släktet Pterogramma och familjen hoppflugor. Inga underarter finns listade i Catalogue of Life.